# اوکت-۱-ای‌ان-۳-وان
اوکت-۱-ای‌ان-۳-وان (به انگلیسی: Oct-1-en-3-one) با فرمول شیمیایی C۸H۱۴O یک ترکیب شیمیایی با شناسه پاب‌کم ۶۱۳۴۶ است. 